# Por la boca vive el pez
Por la boca vive el pez es el cuarto álbum de estudio de la banda de rock española Fito & Fitipaldis, publicado el 11 de septiembre de 2006 bajo el sello DRO Atlantic (Warner Music Spain)
Producido por Joe Blaney y Carlos Raya, fue grabado en los estudios Music Lan de Aviñonet de Puigventós (Gerona).
El título surgió de una frase de un libro, reinterpretando el refrán “por la boca muere el pez”, como metáfora de la vivencia del artista.

## Contexto histórico y musical
Tras el gran éxito de su anterior álbum Lo más lejos a tu lado (2003), Fito Cabrales atravesó un periodo de bloqueo creativo. Pasados tres años sin nuevo material, retomó la composición con renovada energía; el resultado fue Por la boca vive el pez, en el que buscó “un cambio” de estudio, productor y sonido.
El álbum incluye una mezcla ecléctica de géneros (rock con toques de swing, blues, soul y pop), manteniendo la lírica introspectiva característica de Fito.
Destacan canciones emblemáticas como “Por la boca vive el pez”, “Me equivocaría otra vez” y “Acabo de llegar”, cuya atmósfera recuerda a veces al rock and roll clásico de los inicios de Fito.
Además, incorpora versiones de otros artistas (por ejemplo, “Deltoya” de Extremoduro y “Abrazado a la tristeza” de Extrechinato y Tú), subrayando los lazos de Fito con la escena rock española contemporánea.

## Producción
La grabación de Por la boca vive el pez se realizó en Music Lan Studios (Aviñonet de Puigventós, Gerona) bajo la producción de Joe Blaney y Carlos Raya. Este proceso fue “a la vieja usanza”: la banda tocó en directo junta en el estudio, en un ambiente de «relajación y complicidad total» según Fito

## Reseñas y críticas
Los medios nacionales elogiaron el álbum. La prensa coincidió en su valoración como un trabajo de alta calidad musical y emocional. Por ejemplo, Los40 resaltó que Por la boca vive el pez fue la “consagración definitiva” de la banda, con críticas que hablaban de un “rotundo éxito”, “disco rockero por excelencia” y “un hito para la banda”
Asimismo, El País destacó su solidez en directo, señalando que los conciertos del álbum sonaban “ágiles y completos” y explicaban el enorme éxito del otoño de 2006

## Rendimiento comercial
Por la boca vive el pez fue un fenómeno de ventas. A los pocos días de su lanzamiento ya se certificó Disco de Doble Platino en España (más de 80.000 copias), y en pocas semanas acumuló casi 200.000 copias vendidas.Su éxito continuó: para mediados de 2007 (tras 34 semanas en lista) superó los 240.000 ejemplares vendidos, y al año siguiente ya había alcanzado el triple platino (más de 300.000 copias)
Según Promusicae, en el balance anual 2007 el álbum se situó entre los cinco discos más vendidos de España, siendo uno de los pocos trabajos españoles que superó las 100.000 unidades ese año. En total, las cifras de venta han superado el medio millón, lo que se refleja en su certificación oficial de 6× Platino en España. En las listas semanales españolas de álbumes, el disco debutó en el primer puesto a mediados de septiembre de 2006.

## Gira
Para promocionar el álbum, Fito & Fitipaldis emprendieron una extensa gira titulada "Por la boca vive la gira", que se extendió desde finales de 2006 hasta 2007. La gira abarcó más de 90 conciertos en diversas ciudades de España y América Latina, congregando a cerca de un millón de espectadores.  Durante el verano de 2007 Fito & Fitipaldis realizó además la mini-gira “2 son multitud” en colaboración con Andrés Calamaro, tocando canciones de ambos artistas (el concierto fue registrado en un CD+DVD en 2008). La calidad del tour fue reconocida posteriormente: en 2008 la Academia de la Música de España concedió a la gira el Premio al Mejor Tour de 2007.

## Lista de canciones
1. Por la boca vive el pez (Adolfo Cabrales) - 4:30
2. Me equivocaría otra vez (Adolfo Cabrales) - 5:06
3. Como pollo sin cabeza (Adolfo Cabrales) - 4:11
4. Sobra la luz (Adolfo Cabrales) - 3:36
5. Viene y va (Adolfo Cabrales) - 4:35
6. 214 Sullivan Street (instrumental) (Adolfo Cabrales) - 2:15
7. Donde todo empieza (Adolfo Cabrales) - 5:33
8. Deltoya (Versión de Extremoduro) (Roberto Iniesta) - 2:26
9. Acabo de llegar (Adolfo Cabrales / Javier Alzola) - 6:16
10. No soy Bo Diddley (Adolfo Cabrales) - 3:50
11. Medalla de cartón (Adolfo Cabrales / Javier Alzola) - 5:20
12. Esta noche (Adolfo Cabrales) - 4:04
13. Abrazado a la tristeza (Versión de Extrechinato y Tú) (Adolfo Cabrales / Iñaki Antón / Manolo Chinato / Roberto Iniesta) - 3:26

## Participantes
- Adolfo "Fito" Cabrales: Voz principal, guitarra eléctrica y acústica y líder.
- Carlos Raya: Guitarra eléctrica, slide y pedal steel y coros.
- Javier Alzola: Saxofón.
- José "El niño" Bruno: Batería.
- Candy Caramelo: Bajo y coros.
- Joserra Senperena: Hammond.
- Luis Pardo: Piano.

## Listas de ventas

### Lista semanal
| Lista               | Mejor posición | Nº semanas en listas | Ref.   |
| ------------------- | -------------- | -------------------- | ------ |
| España (PROMUSICAE) | 1              | 117 semanas          | [ 17 ] |

### Lista anual
| Lista               | Mejor posición anual     | Ref    |
| ------------------- | ------------------------ | ------ |
| España (PROMUSICAE) | 2006: 4 2007: 4 2008: 10 | [ 18 ] |

## Certificaciones
| País   | Organismo certificador | Certificación | Ref.   |
| ------ | ---------------------- | ------------- | ------ |
| España | PROMUSICAE             | 7× Platino    | [ 19 ] |